# Römische Villa Elling

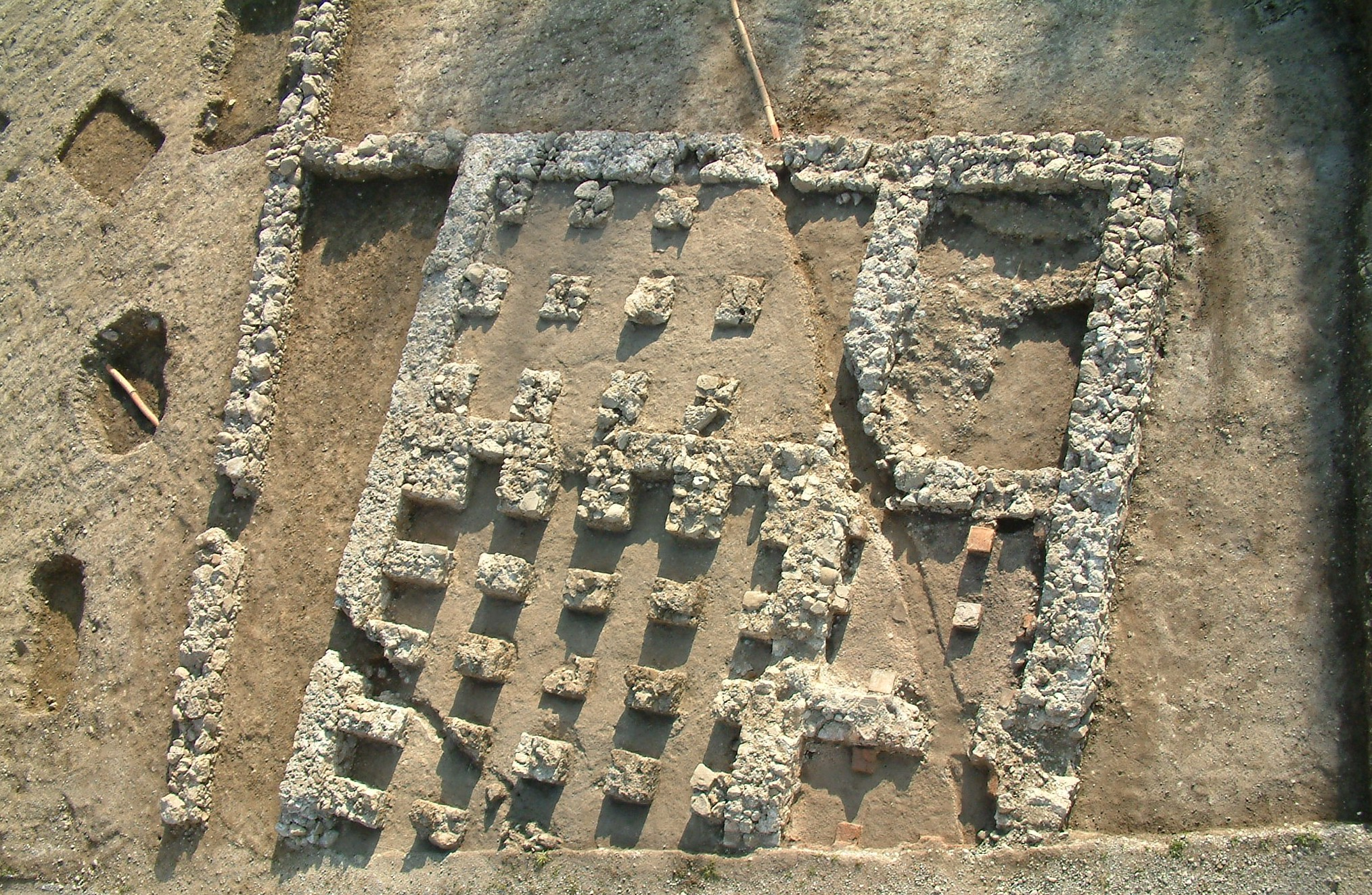
Grabung mit dem Badehaus der Villa

Die Römische Villa Elling ist ein denkmalgeschütztes Objekt im Ortsteil Elling in der Gemeinde Moosdorf in Oberösterreich.
Im Zuge der Errichtung einer Zufahrtsstraße wurden 2002 Mauerreste entdeckt. 2003 wurden von dem Archäologen Wolfgang Klimesch in Zusammenarbeit mit dem Bundesdenkmalamt Teile einer römischen Villa rustica ergraben. Dabei wurden ein Badegebäude mit fünf Räumen, eine lange Hofmauer, sechs Abfallgruben und zwei Brunnen aufgefunden. Die Errichtung wird für das Jahr 200 angenommen. Da das Kalkmauerwerk den winterlichen Temperaturen nicht standhält, wurde das Denkmal wieder zugeschüttet und ist nicht sichtbar. Fundgegenstände, wie Münzen, Werkzeuge, Tonwaren können im Gemeindeamt von Moosdorf besichtigt werden.